# Ludon-Médoc
Ludon-Médoc ist eine französische Gemeinde mit 5.466 Einwohnern (Stand: 1. Januar 2022) im Département Gironde in der Region Nouvelle-Aquitaine. Sie gehört zum Arrondissement Bordeaux und zum Kanton Les Portes du Médoc. Die Einwohner heißen Ludonnais.

## Geographie
Ludon-Médoc liegt nördlich von Bordeaux in der Landschaft Médoc. An der südlichen Gemeindegrenze fließt der Jalle de Ludon in die  Garonne, die die östliche Gemeindegrenze bildet. Das Gemeindegebiet gehört zum Regionalen Naturpark Médoc. Umgeben wird Ludon-Médoc von den Nachbargemeinden Macau im Norden, Ambès im Nordosten, Saint-Louis-de-Montferrand im Osten und Südosten, Parempuyre im Süden sowie Le Pian-Médoc im Westen.
Ludon-Médoc liegt im Weinbaugebiet Haut-Médoc.

## Bevölkerung
| Jahr      | 1962  | 1968  | 1975  | 1982  | 1990  | 1999  | 2006  | 2011  |
| --------- | ----- | ----- | ----- | ----- | ----- | ----- | ----- | ----- |
| Einwohner | 1 256 | 1 504 | 1 656 | 2 297 | 2 837 | 3 327 | 3 818 | 4 213 |

## Sehenswürdigkeiten
- Kirche Saint-Martin aus dem 11./12. Jahrhundert
- Schloss Agassac, weltberühmtes Weingut
- Schloss und Domäne Bacalan, Weingut, seit 1994 Monument historique
- Schloss und Domäne La Lagune, Weingut
- Domäne Lemoyne-Nexon, Weingut, erbaut im 18. Jahrhundert
- Mühle Poulet, Wassermühle auf dem Gutsgebiet des Schlosses Agassac
- Böttcherei Nadalié

Siehe auch: Liste der Monuments historiques in Ludon-Médoc

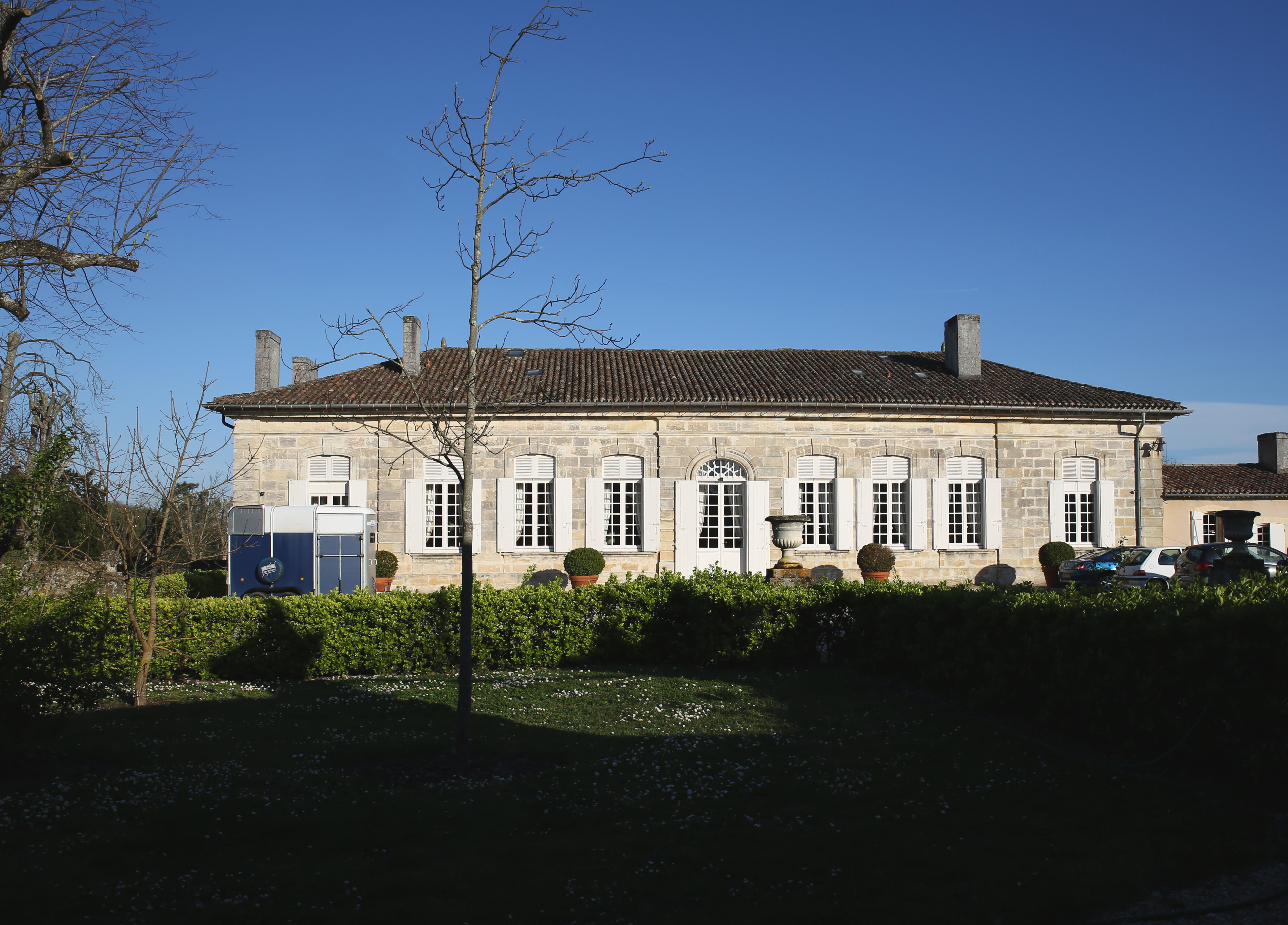
Schloss Bacalan

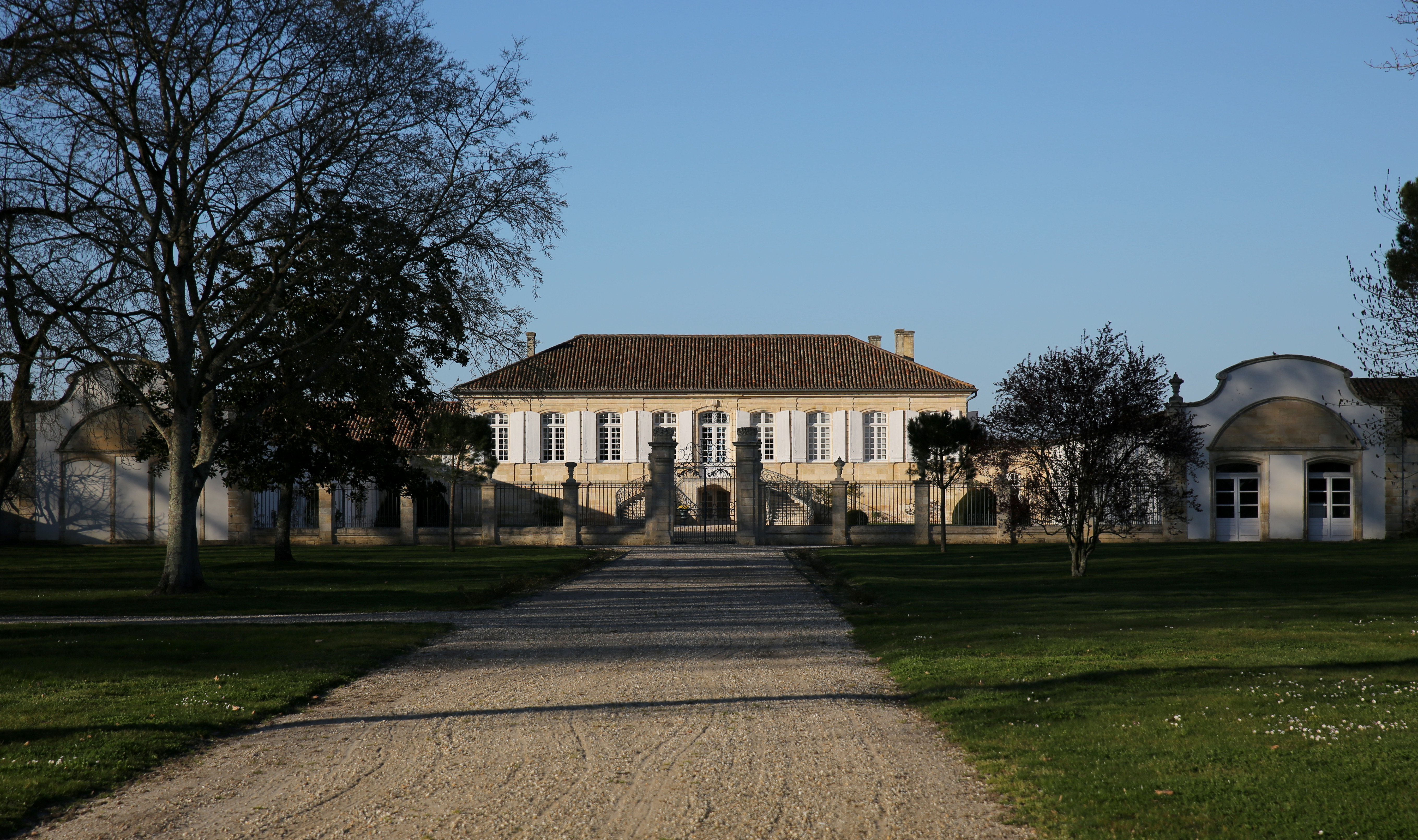
Schloss La Lagune

## Persönlichkeiten
- Robert de Nexon (1892–1967), Winzer, Geschäftsführer von Chanel